# Triple agent
Triple agent is een Franse dramafilm uit 2004 onder regie van Éric Rohmer.

## Verhaal
De Russische oud-generaal Fiodor en zijn Griekse echtgenote Arsinoé zijn in 1936 in Parijs. Arsinoé heeft sympathie voor de communisten, terwijl Fiodor op geheime missie is. Hij houdt van zijn vrouw, maar hij is ook bereid haar op te offeren in een web van intriges.

## Rolverdeling
- Katerina Didaskalou: Arsinoé
- Serge Renko: Fiodor
- Cyrielle Clair: Maguy
- Grigori Manoukov: Boris
- Dimitri Rafalsky: Generaal Dobrinsky
- Nathalia Krougly: Generaalsvrouw
- Amanda Langlet: Janine
- Emmanuel Salinger: André
- Vitaliy Cheremet: Alexis Tcherepnine